# Malaika delicatula
Malaika delicatula är en spindelart som beskrevs av Griswold 1990. Malaika delicatula ingår i släktet Malaika och familjen Phyxelididae. Inga underarter finns listade i Catalogue of Life.